# Stazione di Vigarano Pieve
La stazione di Vigarano Pieve è una stazione ferroviaria della ferrovia Suzzara-Ferrara. Si trova nel territorio comunale di Vigarano Mainarda, in provincia di Ferrara.
È gestita da Ferrovie Emilia Romagna (FER).

## Strutture e impianti
La stazione è dotata di due binari.
Il fabbricato viaggiatori è privo della sala d'attesa.

## Movimento
La stazione è servita dai treni regionali di Trenitalia Tper della relazione Suzzara-Ferrara nell'ambito del contratto di servizio stipulato con la Regione Emilia-Romagna.
A novembre 2019, la stazione risultava frequentata da un traffico giornaliero medio di circa 88 persone (36 saliti + 52 discesi).